# Автобан A13 (Німеччина)
Федеральний автобан A13 (A13, нім. Bundesautobahn 13) — німецький автобан на сході ФРН, яка з'єднує міста Берлін і Дрезден. Починається на Шенефельдер-Кройц у південній частині Берлінського кільцевого автобану () і закінчується на розв'язці автостради  Дрезден-Норд. Місто Котбус також з'єднане з цим маршрутом A15, який розгалужується на трикутнику автобану Шпреевальд.
Важливими пунктами сполучення є Бестензе (), Міттенвальде, Тойпіц, Люббенау/Шпревальд, Фрайенгуфен (), Шварцгайде, Ортранд та Радебург.

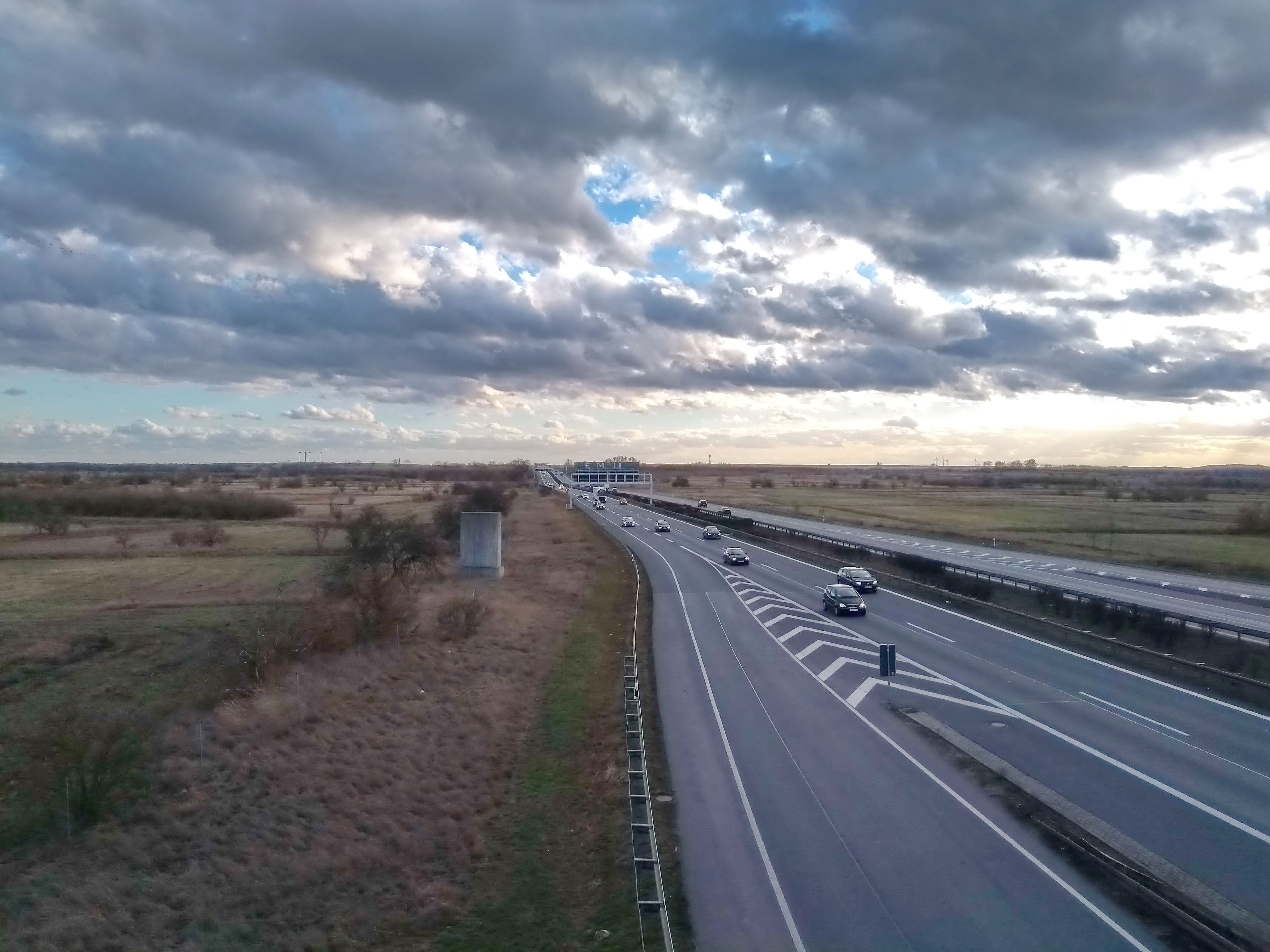
Автомагістраль A13 в околицях Кенігс-Вустергаузена.

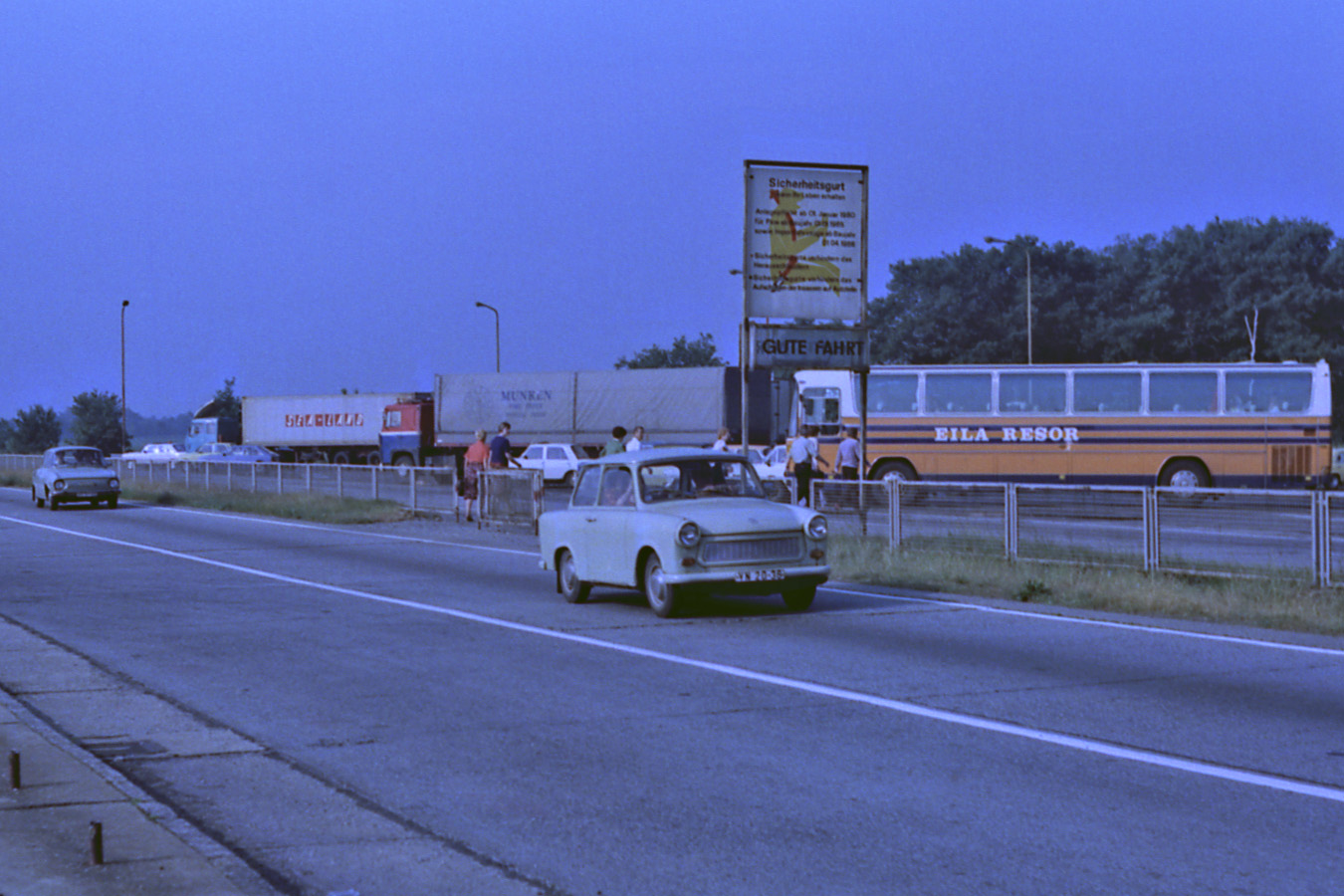
Пішоходи перетинають А13 від зони відпочинку на східній стороні до автостоянки на західній стороні, червень 1982 року.

## Історія
На початку 1930-х років курс A 13 спочатку планувався інакше, ніж нині. Маршрут спочатку мав пролягати приблизно на 30 кілометрів на захід між Гольсеном і околицями міста, приблизно вздовж залізничної лінії Берлін-Дрезден, таким чином торкаючись міст Доберлуг-Кірхгайн, Фінстервальде, Лукау та Шлібен. Це усуне трикутник автобану до A15, а існуюча вільна від автомагістралі щілина в мережі автобанів між Лейпцигом, Дрезденом, Берліном і Котбусом буде меншою.